# Elmera
Elmera é um género de plantas com flores pertencentes à família Saxifragaceae.
A sua área de distribuição nativa é do sudoeste do Canadá ao noroeste dos EUA.
Espécies:
- Elmera racemosa (S.Watson) Rydb.